# Лялек Мирослав Іванович
Мирослав Іванович Лялек (нар. 29 червня 1952, Заліщики) — радянський футболіст, який грав на позиції захисника. Відомий за виступами в українських клубах другої ліги СК «Луцьк» і СКА (Львів). Після завершення виступів на футбольних полях — футбольний тренер та спортивний організатор.

## Клубна кар'єра
Мирослав Лялек народився в Заліщиках, та розпочав займатися футболом спочатку під керівництвом свого шкільного вчителя фізкультури, пізніше продовжив заняття футболом у професійно-технічному училищі у Львові, де його тренерами були Вадим Білоцерківський, Мирослав Турко, Віктор Красношапка. У 1970 році Лялек отримав запрошення до львівських «Карпат», проте грав виключно за дублюючий склад. У 1974 році Мирослава Лялека призвали на строкову службу до Радянської Армії, яку він проходив у на той час армійській команді СК «Луцьк». У цій команді він став одним із основних захисників, і в 1975 році став бронзовим призером української зони другої ліги. В армійській луцькій команді футболіст грав ще рік, а з 1977 року, після відновлення армійської команди в Львові Лялек розпочав виступи за львський СКА. У цій команді Мирослав Лялек також був одним із основних захисників. В армійській команді футболіст грав до початку 1979 року, і завершив виступи через часті травми, що не дозволило йому отримати другу бронзову медаль чемпіонату УРСР в 1979 році.

## Після завершення кар'єри футболіста
Після завершення виступів на футбольних полях Мирослав Лялек працював у тренерському штабі футбольної збірної Прикарпатського військового округу. У 1980—1981 роках колишній футболіст працював у тренерському штабі львівського СКА. Після об'єднання армійської команди з «Карпатами» Мирослав Лялек працював адміністратором, а деякий час одним із тренерів новоствореної команди «СКА Карпати». Пізніше Мирослав Лялек став одним із засновників футбольного клубу «Динамо» (Львів). з 2002 року Мирослав Лялек працює завідувачем універсально-спортивної бази СКА у Львові.

## Особисте життя
Мирослав Лялек одружений, має дочку та сина.

## Досягнення
- Бронзовий призер Чемпіонату УРСР з футболу 1975, що проводився у рамках турніру в шостій зоні другої ліги СРСР.
- Грав у складі бронзових призерів Чемпіонату УРСР з футболу 1979, що проводився у рамках турніру в шостій зоні другої ліги СРСР, проте не зіграв відповідної кількості матчів (лише 1).